# Hieracium grossianum
Hieracium grossianum es una especie de planta con flor del género Hieracium, de la familia Asteraceae, orden Asterales.

## Distribución
Hieracium grossianum se distribuye por  la ex-Yugoslavia.

## Taxonomía
Fue descrita científicamente por Zahn.
Tratamiento taxonómico
La especie aparece registrada y publicada en Allg. Bot. Z. Syst.